# Back in Black (comics)
Pour les articles homonymes, voir Back in Black (homonymie).
Back in Black est un arc narratif de Spider-Man, publié dans The Amazing Spider-Man, écrit par J. Michael Straczynski et dessiné par Ron Garney. Il montre comment la vie de Peter Parker est devenue un vrai cauchemar après les événements de Civil War. Il commence dans The Amazing Spider-Man #539, finit en #543, et est en relation avec The Sensational Spider-Man #35-41 et avec Friendly Neighborhood Spider-Man #17-19.
Sans identité secrète, traqué par ses ennemis et le gouvernement, devenu un terroriste aux yeux de la loi et avec May au bord de la mort après avoir été abattue par un sniper, Spider-Man décide de revêtir son ancien costume noir qui n'avait pas été vu depuis The Amazing Spider-Man (vol. 2) #19, (juillet 2000) lorsqu'il avait juré de ne plus jamais le porter. Il décide de le porter pour montrer à ses ennemis que les choses ont changé : s'ils sont cruels, il le sera aussi, car son ancienne éthique ne s'applique plus maintenant qu'une de ses proches est entre la vie et la mort. Après une enquête minutieuse, il découvre que le sniper avait été engagé par Wilson Fisk, le Caïd et le confronte.

## Résumé
Désespéré, Peter Parker laisse May dans un hôpital et après avoir battu brutalement des trafiquants d'armes pour obtenir des informations sur le sniper, il revêt son costume noir pour faire savoir au monde qu'il tuera les responsables de l'état de sa tante. Le Caïd est en prison, informé par le sniper qu'il avait pu abattre uniquement May, mais semble satisfait.
Peter va à l'appartement de Jake Martino, le tireur, mais il est informé par le propriétaire que Martino s'apprête à quitter New York en train. Mary Jane dit aux médecins que May est sa propre tante (pour dissimuler son identité) et est informée de son état. Les docteurs ont pu stopper l'hémorragie mais sa mort est inévitable.
Spider-Man arrive à la gare et, avec ses sens d'araignée, trouve Martino. Il l'oblige à lui dire le nom de la personne qui l'avait engagé, mais le sniper est abattu par un autre tueur à gages et meurt dans le même hôpital que May. En dehors de l'hôpital, le tueur parle avec le Caïd avec un téléphone portable et lui fait savoir la mort de Martino mais une toile de Peter lui ferme la bouche. Peter parle personnellement avec le Caïd et lui dit qu'il doit se souvenir qu'il est un homme et peut donc mourir. Après, Peter kidnappe le tueur et, dans les égouts de New York, le torture psychologiquement avec des rats afin qu'il transmette un avertissement aux criminels de la ville : quiconque s'en prendra à sa famille devra en subir les conséquences.
Le Caïd soudoie les gardes afin qu'ils lui donnent ses vêtements et fassent libérer les autres prisonniers de leurs cellules pour que tous soient témoins de son affrontement avec Spider-Man. Quand Spider-Man arrive, le Caïd se moque de lui en lui disant qu'il était un idiot qui avait cru dans les promesses du gouvernement et de Tony Stark, qui a convaincu Peter de révéler son identité secrète au monde entier, et qu'il ne pouvait révéler son identité sans en affronter les conséquences. Spider-Man ne dit rien, mais quand Fisk dit que sa tante est un sacrifice minime, il le frappe plusieurs fois, ce qui n'empêche pas le Caïd de continuer ses moqueries. Il est persuadé que Spider-Man ne va pas le tuer, mais Peter Parker enlève son masque et la partie supérieure de son costume, puis le frappe sans retenir sa force comme à son habitude ni utiliser ses pouvoirs. Le Caïd essaie de se défendre mais la colère de Peter est telle que c'est en vain et il finit à l'agonie.
Fisk supplie Peter de le tuer mais ce dernier lui fait remarquer qu'il l'a humilié devant tous les prisonniers et que cela est bien pire que le tuer. Il remet son costume et lui dit que lorsque sa tante mourra, il reviendra et cette fois, il le tuera. Il fait le même avertissement aux autres prisonniers et s'en va. Les prisonniers regardent le Caïd qui retourne dans sa cellule dans un état pitoyable.
De retour à hôpital, Peter et Mary Jane parlent du futur de May : l'hôpital est trop cher et les gens deviennent soupçonneux. Ils décident de la faire transférer illégalement dans un autre hôpital et dans leur plan, ils sont obligés de commettre neuf délits graves sur leur chemin. Finalement, ils réussissent et il ne leur reste qu'à attendre, alors que Peter est plus désespéré que jamais.